# Меморијални природни споменик Старо стабло бреста
Меморијални природни споменик Старо стабло бреста је заштићено природно добро у селу Неузина на територији општине Сечањ у Војводини (Србија). Дрво је заштићено од 1975. године као меморијални природни споменик.